# Kanton Millau-Ouest
Der Kanton Millau-Ouest war von 1973 bis 2015 ein französischer Wahlkreis im Arrondissement Millau, im Département Aveyron und in der Region Midi-Pyrénées. Er umfasste drei Gemeinden und den östlichen Teil der Stadt Millau, die als Hauptort (frz.: chef-lieu) des Kantons fungierte. Die landesweiten Änderungen in der Zusammensetzung der Kantone brachten im März 2015 seine Auflösung. Vertreter im conseil général des Départements war von 2004 bis 2015 Jean-Dominique Gonzales.

## Gemeinden
In der nachfolgenden Tabelle ist für alle Orte jeweils die gesamte Einwohnerzahl angegeben.
| Gemeinde                  | Einwohner Jahr | Fläche km² | Bevölkerungsdichte | Code INSEE | Postleitzahl |
| ------------------------- | -------------- | ---------- | ------------------ | ---------- | ------------ |
| Comprégnac                | 242 (2013)     | 11,1       | 22 Einw./km²       | 12072      | 12100        |
| Creissels                 | 1.573 (2013)   | 28,2       | 56 Einw./km²       | 12084      | 12100        |
| Millau                    | 22.205 (2013)  | –          | – Einw./km²        | 12145      | 12100        |
| Saint-Georges-de-Luzençon | 1.509 (2013)   | 47,7       | 32 Einw./km²       | 12225      | 12100        |